# 형집행정지
형집행정지(刑執行停止)는 인도적인 차원에서 수형자에게 형의 집행을 계속하는 것이 가혹하다고 보여지는 일정한 사유가 있을 때에 검사의 지휘에 의하여 형벌의 집행을 정지하는 일이다.
주로 수형자의 건강이 극도로 악화되었을 때 형집행정지를 한다.
가령 수형자가 위암 말기여서 치료를 하기 위해 출소하는 식이다.
이 형집행정지는 검찰의 지휘하에 집행된다.